# Município de Geneva (condado de Ashtabula, Ohio)
Localização do Ohio nos E.U.A.
O município de Geneva (em inglês: Geneva Township) é um município localizado no condado de Ashtabula no estado estadounidense de Ohio. No ano de 2010 tinha uma população de 11098 habitantes e uma densidade populacional de 165,28 pessoas por km².

## Geografia
O município de Geneva encontra-se localizado nas coordenadas 41° 49′ 15″ N, 80° 56′ 53″ O. Segundo a Departamento do Censo dos Estados Unidos, o município tem uma superfície total de 67.15 km², da qual 67.08 km² correspondem a terra firme e (0.1%) 0.06 km² é água.

## Demografia
Segundo o censo de 2010, tinha 11098 pessoas residindo no município de Geneva. A densidade populacional era de 165,28 hab./km².